# 鲁瓦纳克
鲁瓦纳克（法語：Roynac，法語發音：[ʁwanak]）是法国德龙省的一个市镇，位于该省西南部，属于尼永斯区。

## 地理
鲁瓦纳克（44°38'34"N, 4°56'23"E）面积17.06 平方千米，位于法国奥弗涅-罗讷-阿尔卑斯大区德龙省，该省份为法国东南部内陆省份，北起顺时针与伊泽尔省、上阿尔卑斯省、上普罗旺斯阿尔卑斯省、沃克吕兹省和阿尔代什省接壤。
与鲁瓦纳克接壤的市镇（或旧市镇、城区）包括：拉雷帕拉-欧里普勒、克莱翁当德朗、马尔萨讷、皮圣马丹、拉罗什叙格拉讷。

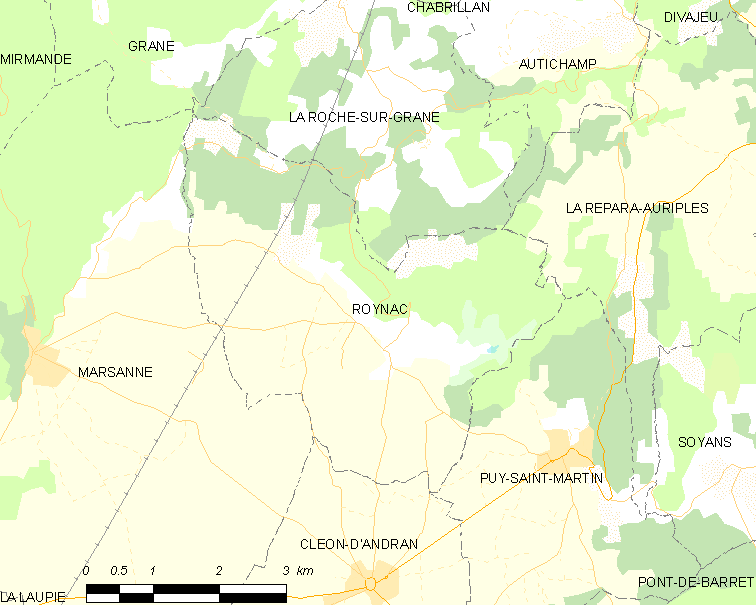
鲁瓦纳克的OSM定位图

鲁瓦纳克的时区为UTC+01:00、UTC+02:00（夏令时）。

## 行政
鲁瓦纳克的邮政编码为26450，INSEE市镇编码为26287。

## 政治
鲁瓦纳克所属的省级选区为迪约勒菲县。

## 人口

1962-2008年间鲁瓦纳克人口变化图示

鲁瓦纳克于2022年1月1日时的人口数量为480人。